# FC Dinamo MVD Bishkek
FC Dinamo MVD Bishkek é um clube de futebol do Quirguistão. Disputa o Campeonato Quirguistanês de Futebol.